# 대한민국 제15대 대통령 선거 민주당 후보 선출
민주당 제15대 대선 후보 선출은 민주당이 1997년 9월 11일 임시 전당대회를 열고 조순 전 서울특별시장을 대통령 후보로 추대한 것을 말한다.
조순 전 시장은 민주당은 물론 새정치국민회의, 국민승리21 등에서도 후보로 거론될 만큼 파괴력 있는 주자로 기대를 모았으나, 정작 선거전 개시 이후 지지율 답보를 극복하지 못해 고전하였다. 민주당 소속 일부 의원들은 탈당하고 국민신당에 합류해 이인제 후보를 지원하기까지 했다.
결국 민주당은 독자 완주를 포기하고 신한국당 이회창 후보와의 연대를 추진하였으며, 그해 11월 이회창을 대통령 후보로 하고 조순을 총재로 하는 한나라당이 창당되며 조순의 대선 도전은 조기에 종료를 보게 되었다.

## 배경
1991년 창당된 민주당은 당초 원내 제2당이자 단일 야당으로서의 지위를 갖고 있었으나, 1995년 김대중계가 탈당하고 새정치국민회의를 창당하며 당세가 급격히 위축되었다. 민주당 잔류파는 분당으로 인한 위기를 극복하기 위해 그 해 개혁신당과 합당하고 통합민주당을 창당하였으나, 결국 1996년 총선 결과 원내 교섭단체조차 구성하지 못하는 대참패를 당하고 말았다. 이후 통합민주당에서 당명을 고쳤으나 의원들이 지속적으로 신한국당으로 이탈하여 의석수가 더욱 줄었으며, 당내 소장파 의원들이 당 지도부의 리더십에 반발하여 당내 별도의 조직인 '국민통합추진위원회 (이하 통추)'를 발족하여 내분이 발생하는 등 당의 존립이 위태로운 상황에 처하게 되었다.
이런 상황에서 민주당과 통추의 당면 과제는 1997년 대통령 선거에 내보낼 당의 후보를 물색하는 것이었다. 당시 당내에는 새정치국민회의의 김대중 후보에 대적할 만한 거물급 주자가 없던 상황에서, 민주당과 통추는 강력한 차세대 야권 대선 주자로 주목 받으면서도 정당 기반이 없던 조순 시장을 후보로 영입하기 위해 치열한 경쟁을 벌였다. 조순 시장은 1995년 서울시장 선거에서 민주당 후보로 당선되었으나, 민주당의 분당 당시 어느 한 편에 서지 않겠다며 탈당을 선언한 상태였다. 또한 15대 대선이 다가오면서 출마를 모색하면서도 김대중의 새정치국민회의 입당 및 대선 후보 경선 참여 제의를 거부해 무소속의 신분을 유지하고 있었다.
당시 정당을 구성할 여력이 안 되던 통추는 시민단체들과 함께 후보추대위를 만들어 '국민 후보'로 나설 것을 제안했으나, 조순 시장은 조직이나 자금 면에서 선거를 치르기 유리한 정당 공천 출마를 원했고, 결국 민주당을 택했다. 조순 시장은 이기택 총재로부터 총재 및 대통령 후보 추대를 약속 받고 1997년 8월 20일 민주당에 정식으로 입당하였다. 후보를 잃은 통추는 얼마 뒤 국민회의와 통합하고 김대중 후보를 지원하게 되었다.

## 후보
| 민주당 제15대 대통령 선거 경선 후보 | 민주당 제15대 대통령 선거 경선 후보 | 민주당 제15대 대통령 선거 경선 후보                                                   | 민주당 제15대 대통령 선거 경선 후보 |
| 후보                                | 생년                                | 경력                                                                                  | 비고                                |
| ----------------------------------- | ----------------------------------- | ------------------------------------------------------------------------------------- | ----------------------------------- |
| 조순                                | 1928년                              | 제23대 부총리 겸 재정경제부 장관 제18대 한국은행 총재 제30대 서울특별시장 민주당 총재 | 후보 추대                           |

## 결과
민주당은 1997년 8월 28일 제4차 전당대회를 열고 조순 시장을 총재로 추대했으며, 이어 9월 11일 임시 전당대회를 열고 대통령 후보로 추대하였다.
그러나 민주당은 2개월 간 선거전을 치른 끝에 당선 가능성이 없다고 판단, 신한국당과 합당하고 이회창 신한국당 대선 후보를 지원할 것을 결정하였다. 1997년 11월 7일, 민주당과 신한국당은 이회창을 대선 후보로 하고 조순을 당 총재로 하는 통합 신당 구성에 합의하였으며, 민주당은 11월 12일 당무회의를 열고 신한국당과의 합당을 의결하였다.
바야흐로 1997년 11월 21일, 신한국당과 민주당이 합당 대회를 개최하여 통합 신당 한나라당은 공식 출범을 보게 되었다. 대전 충무체육관에서 열린 이 날 대회에서 이회창은 한나라당의 명예총재와 대선 후보로 추대되었으며, 조순은 한나라당의 초대 총재로 선출되었다. 쟁점 중 하나였던 이기택 전 민주당 총재의 지위 문제는 선대위 의장이라는 직책을 신설하고 여기에 이기택 전 총재를 임명하는 것으로 일단락되었다.

## 같이 보기
- 대한민국 제15대 대통령 선거
- 대한민국 제15대 대통령 선거 신한국당 후보 경선
- 대한민국 제15대 대통령 선거 새정치국민회의 후보 경선
- 대한민국 제15대 대통령 선거 자유민주연합 후보 경선
- 대한민국 제15대 대통령 선거 국민신당 후보 선출
- 대한민국 제15대 대통령 선거 국민승리21 후보 선출